# 興禅寺 (丹波市)
興禅寺（こうぜんじ）は、兵庫県丹波市にある仏教寺院。山号は大梅山、曹洞宗別格地、本尊は釈迦如来（仏師春日作）。国の史跡。春日局生誕地としても有名である。

## 概要
戦国時代の山城黒井城の下館、明智光秀の丹波制圧後に家臣の斎藤利三が居住した館の跡に創建された。
現在も楼門前には水を湛えた七間堀と高い野面積みの石垣と白ねり塀が聳えるという城砦然とした戦国時代の構えをとどめており、山上の黒井城とともに「黒井城跡」として国の史跡に指定されている。

## 沿革
この寺の前身は「杖林山誓願寺」といい、今の位置から150メートル下った場所にあった。八木城主・内藤宗勝が黒井城を攻城した時に誓願寺も戦火にあい焼失してしまった。当時の誓願寺があった場所は「寺屋敷」と呼ばれ9つの寺が立ち並んでいて、黒井城の寺町を形成していた。この時、寺の復興に努力したのが黒井城主・荻野直正（赤井直正）で、堂宇を建立などして再建につとめたと言われている。
現在の場所に移転したのは、黒井城の落城50年後の寛永3年（1626年）のことで下館跡に、本堂等を移転し、山号を「杖林山」から「大梅山」、宗派を真言宗から曹洞宗に、寺号を「誓願寺」から「興禅寺」に、開基を荻野直正とした。
興禅寺の高石垣と水濠は、下館をそのまま再利用したのではないかと言われている。

## 斎藤利三と春日局の生誕地
明智光秀が黒井城を落城させた後、斎藤利三が黒井城と下館を中心にこの地を治めた。天正7年（1579年）から天正9年（1581年）の3年間、亀山城と往来していたと思われている。その天正7年（1579年）にお福が生まれ3歳まで居住した。彼女が後の徳川家光の乳母であり大奥の礎を築き統括した春日局である。『稲葉家・御家系典』には、
と記載され下館が生誕の地ではないかと推定されている。

## 境内
高石垣と水濠
長さは約80メートルの水濠は「七間堀」と呼ばれており、石垣の高さは約5m程度で、黒井城と同様の「野面積み」で、部分的に切込みハギが使われている部分は後世の改修の手が入ったと思われている。
楼門
宮津市にある智源寺からの移築門で、創建年代は不明だが、元禄年間改修の記録が残る。
鐘楼
赤井直正の子・直義が先祖供養のために建てられたと言われている。現在の鐘楼は大正2年（1913年）に改築された。
お福腰かけ石
お福が腰をかけて遊んだと伝わる石。
お福産湯の井戸
深さ1.7メートルで、お福が初湯に使ったと伝わる井戸。

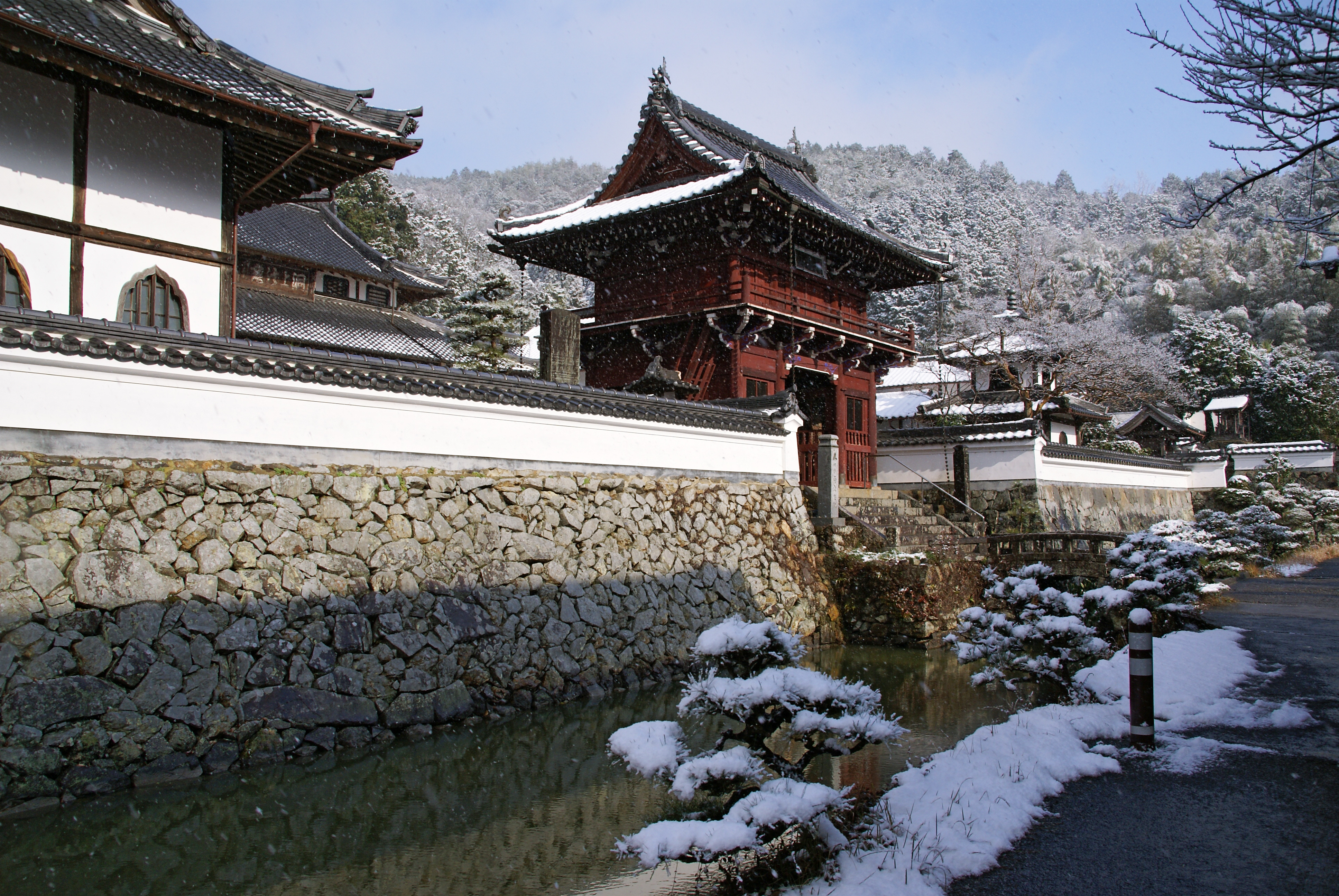
楼門
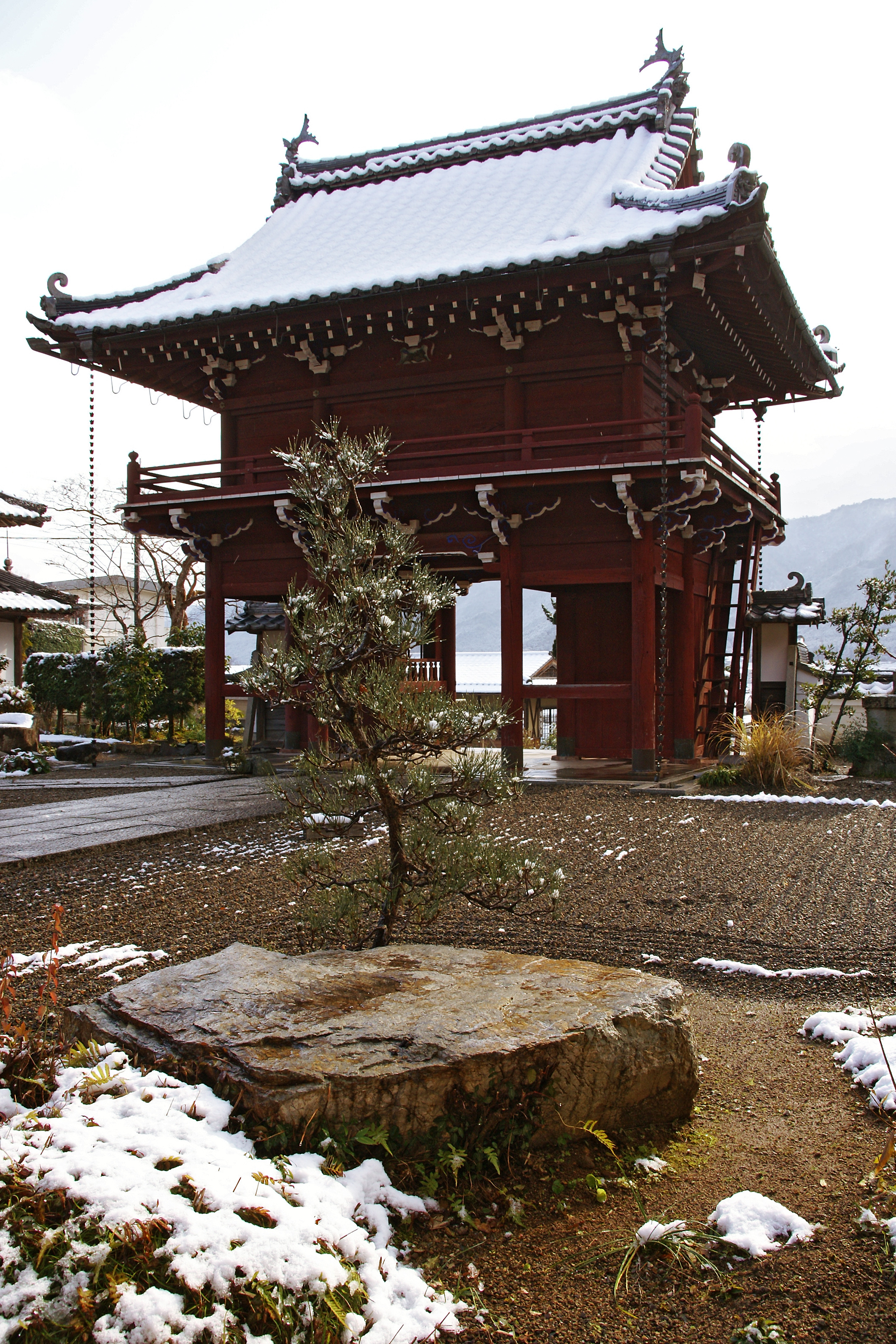
お福の腰かけ石
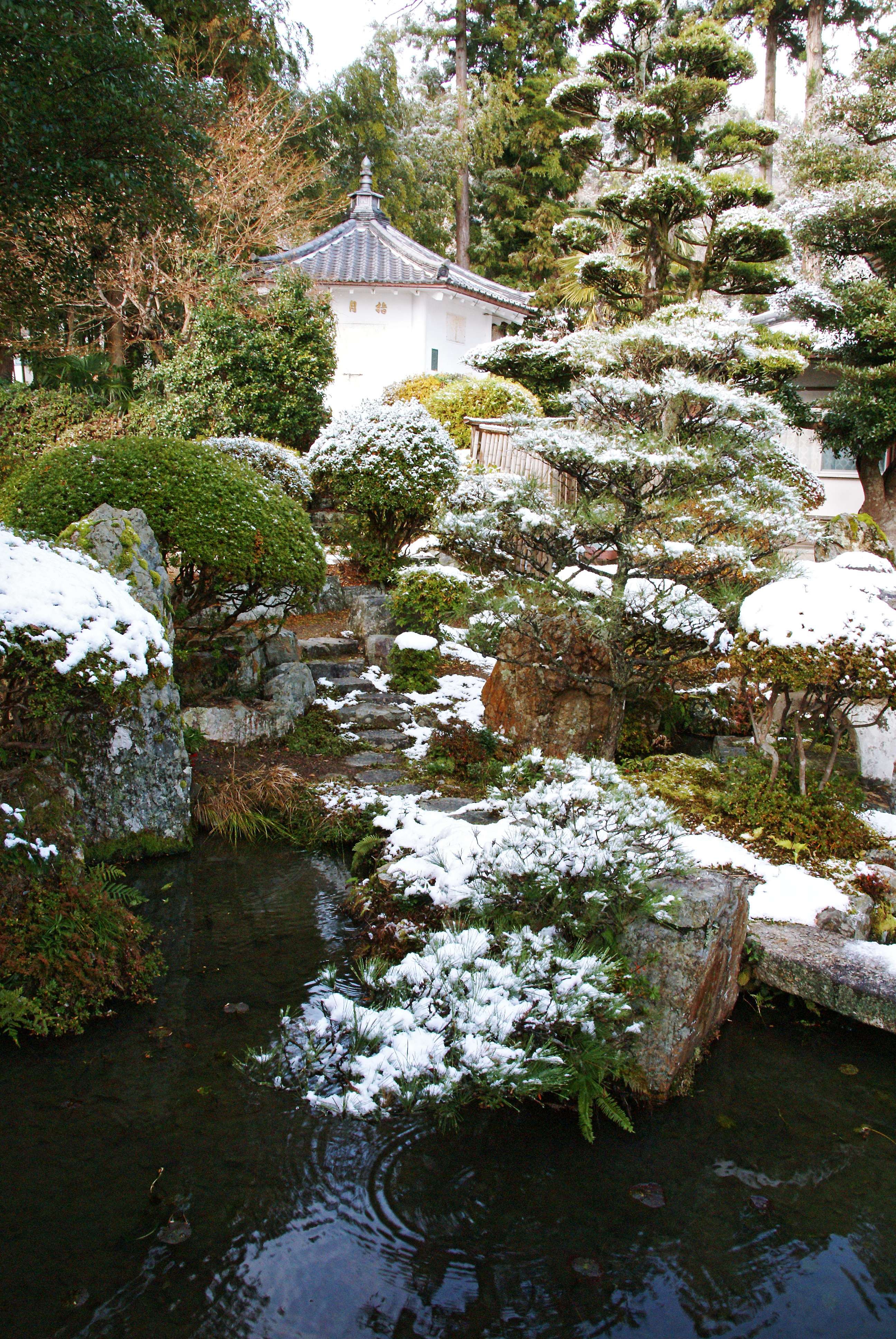
庭園と奥に指月殿
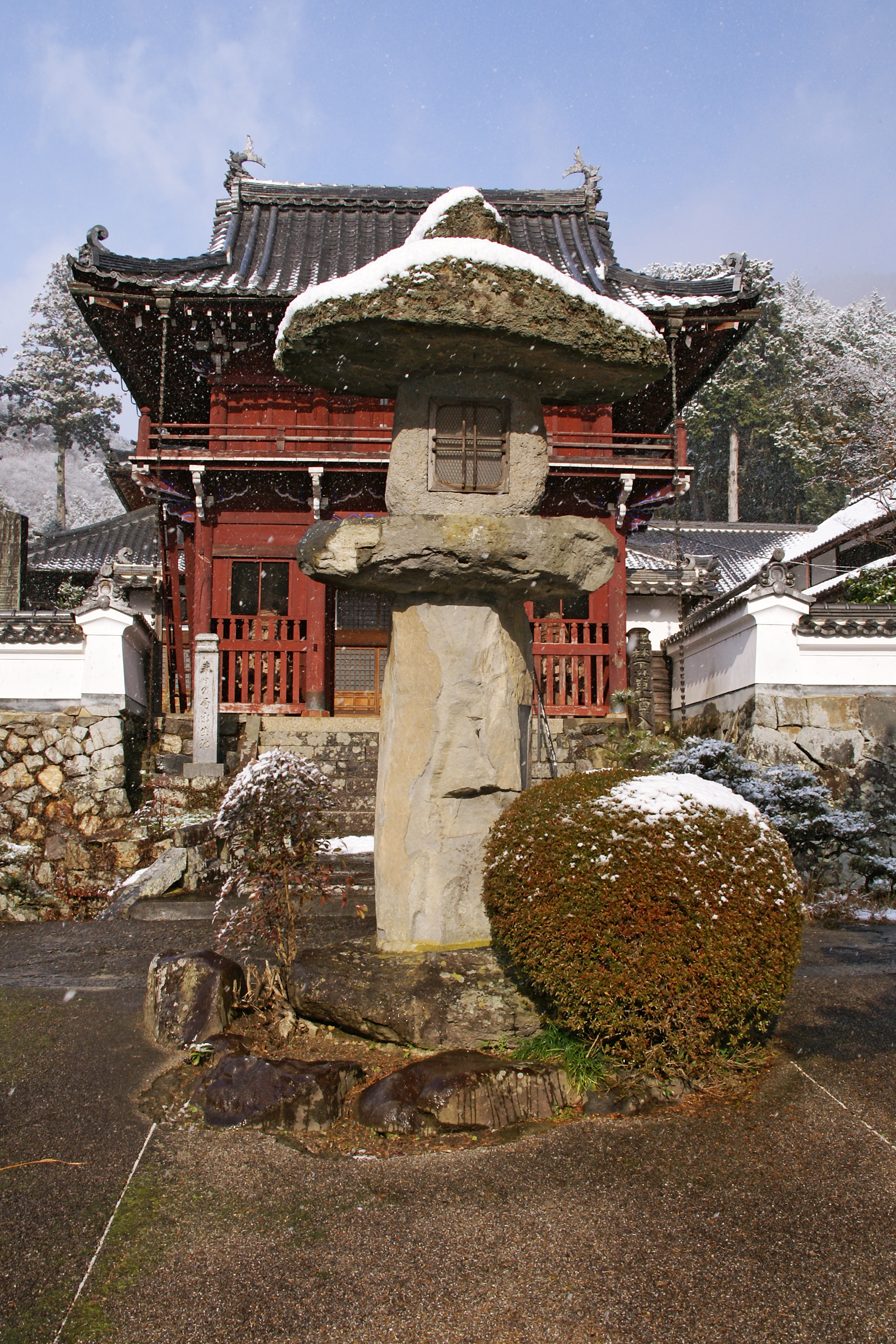
楼門前の石灯籠
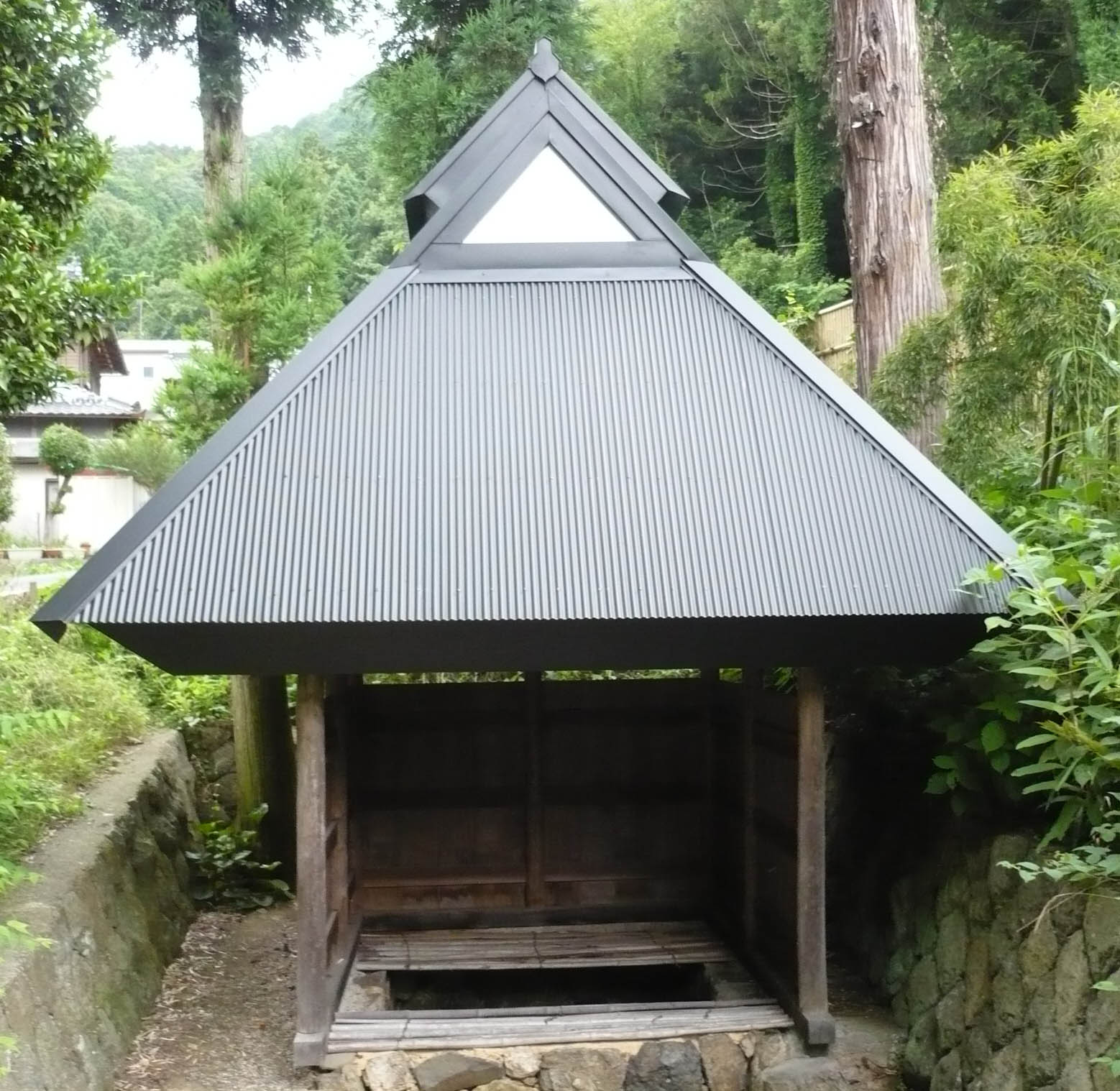
お福産湯の井戸
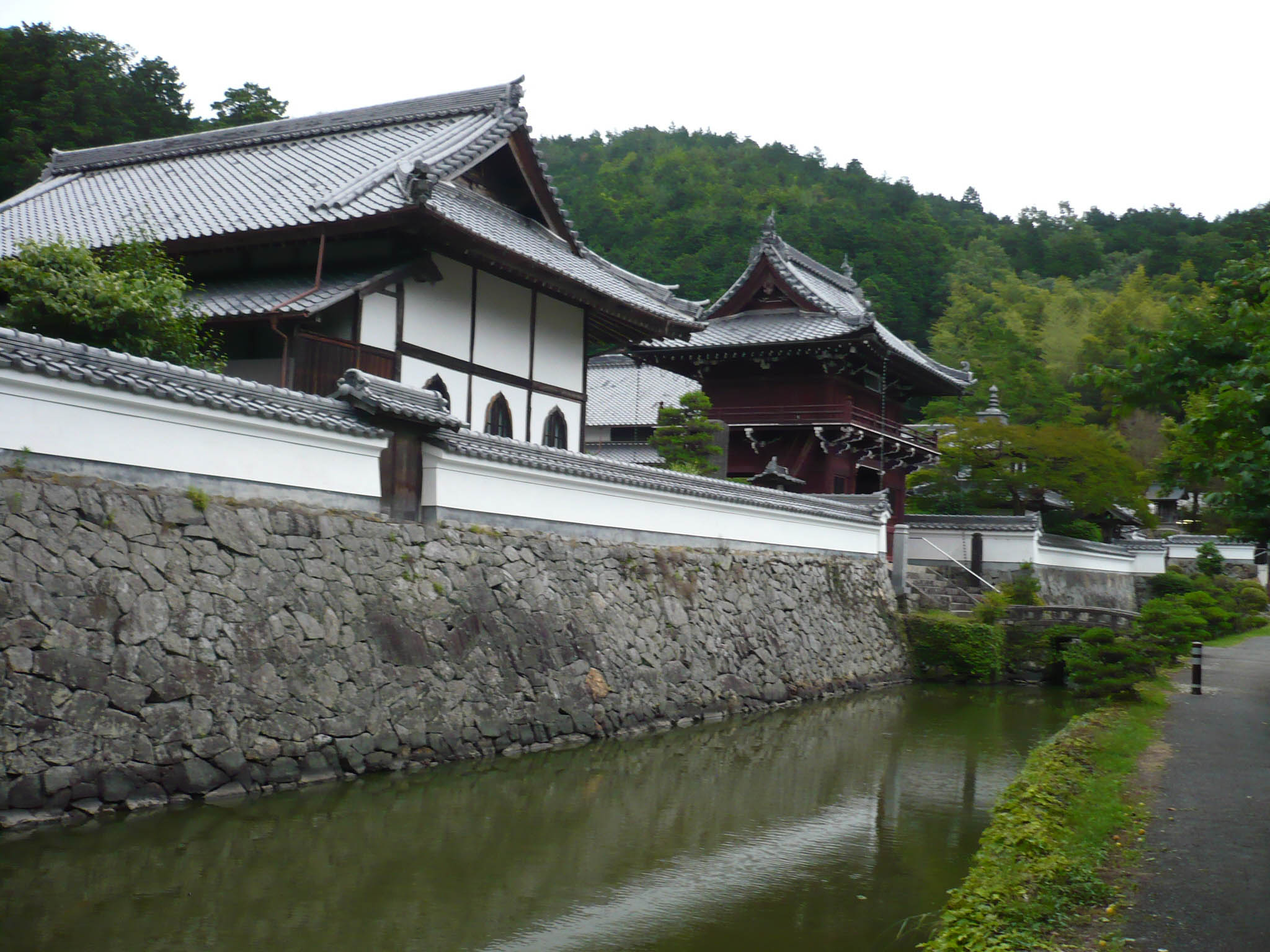
高石垣と水濠
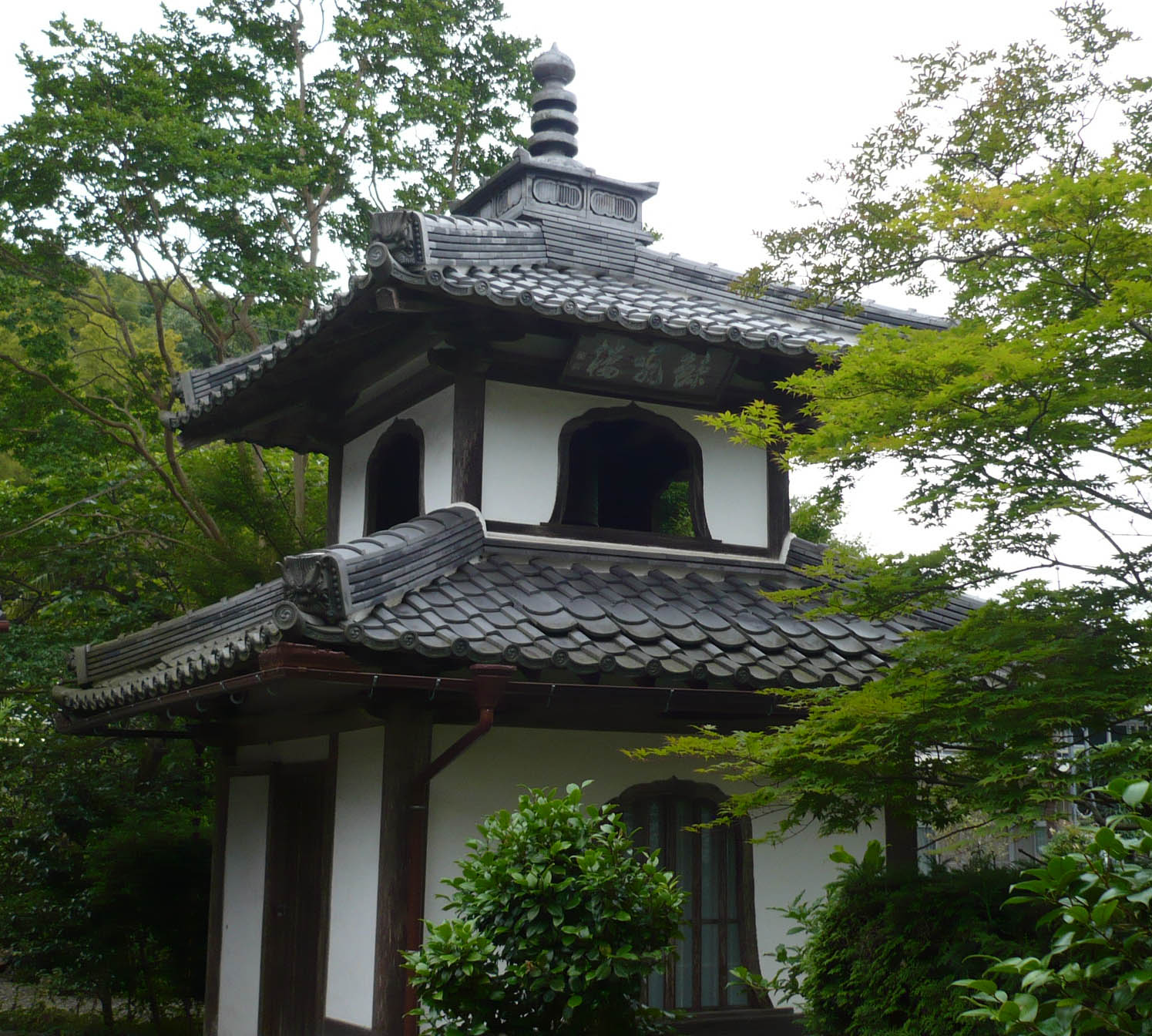
鐘楼
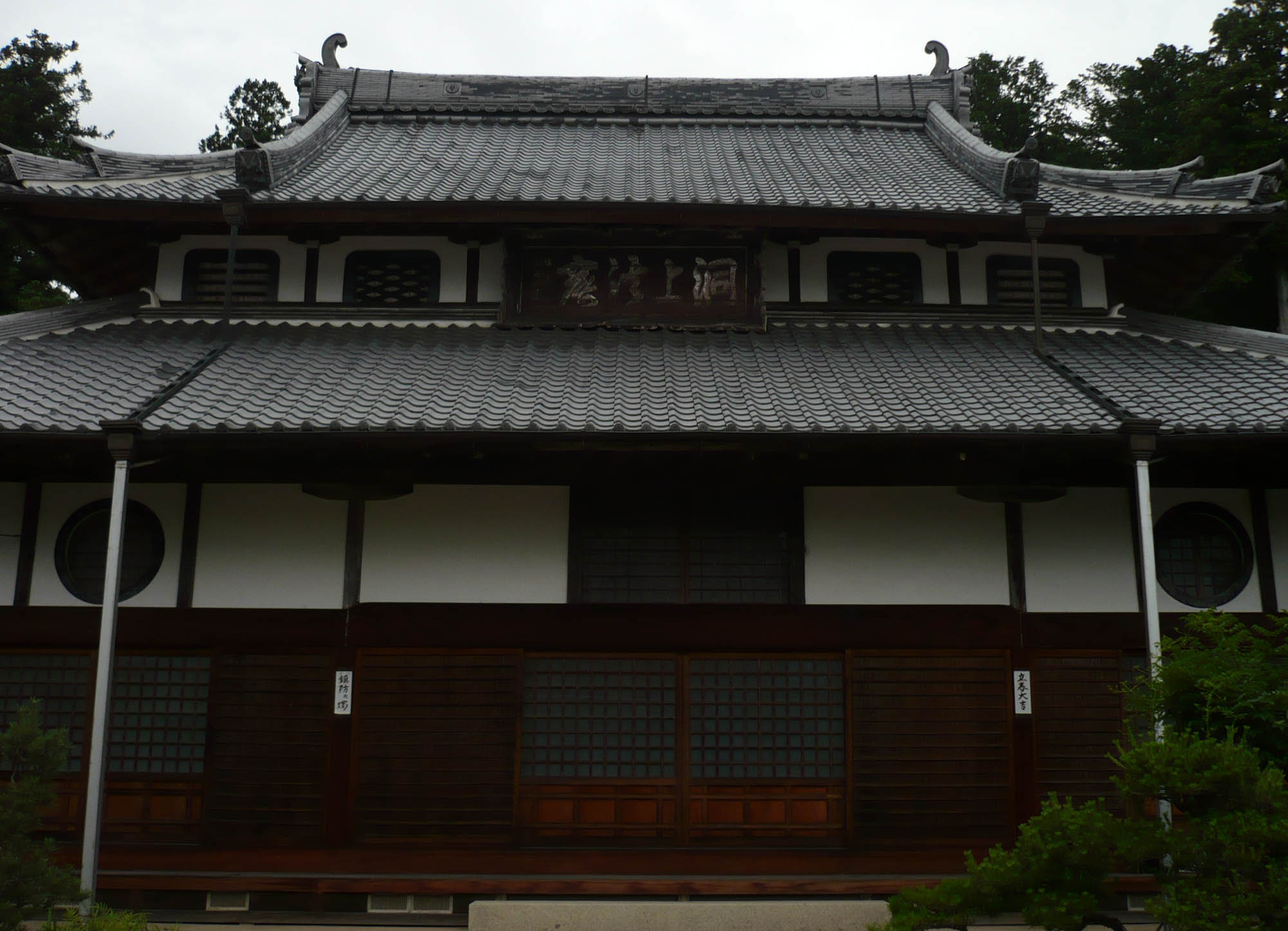
本堂

## 交通アクセス
- 電車でのアクセス
  - JR 福知山線 黒井駅 → 徒歩約10分
- 車でのアクセス
  - 舞鶴若狭自動車道 春日IC → 国道175号 → 興禅寺